# 盧映錡
盧 映錡（ろ えいき、簡体字:卢映锜,繁体字:盧映錡,ピンイン:Lú Yìngqí。1985年4月6日 - ）は台湾の屏東県屏東市出身の女子ウェイトリフティング選手。
2006年ウエイトリフティング世界選手権では、女子63kg級に出場し、8位（合計215kg）の成績だった。
2008年の北京オリンピック女子63kg級に出場し、合計231kgを挙げ、銅メダルを獲得した。台湾の女子重量挙げ選手では、陳葦綾に次ぐ2人目のメダリストとなった。